# Аутопарк
Аутопарк је српска музичка група из Београда.

## Историја
Групу Аутопарк су 2000. године основали Милан Јовановић (бас-гитара, гитара), Ненад Јевтић (клавијатуре) и Огњенка Лакићевић (вокал). Кроз Аутопарк је у почетку прошло још неколико музичара. Милан Јовановић се 2003. одселио из Србије, а његову улогу је наредне године преузео Никола Берчек. Група је 2005. постала шесточлана.
Премијерно пуштање групе на неком медију десило се 2001. године на Радију Б92, у емисији Моћ вештица, аутора Слободана Вујановића Фридома. Песме Аутопарка налазиле су се на домаћим топ-листама (на Б92 и Студију Б). Прве песме групе, снимљене у кућном окружењу, сакупљене су на албуму 10+1 (или Our So-Called Record), који је од 2005. године био доступан на интернету. Избор песама насталих од тада па надаље забележен је на албуму Осећања за понети, који је издат у децембру 2006. године.
Аутопарк су 2. децембра 2010. били предгрупа на концерту енглеског састава White Lies, одржаном у Студентском културном центру Београд. Улогу предгрупе имали су и на првом београдском концерту америчког састава Garbage, који се одиграо 28. јуна 2019. на базенима СРЦ 11. април.

## Чланови

### Садашњи
- Огњенка Лакићевић — вокал
- Никола Берчек — гитара
- Срђан Попов [а] — бас-гитара
- Мирослав Цакић — клавијатуре
- Лав Братуша [б] — бубањ

### Бивши
- Милан Јовановић — гитара, бас-гитара
- Ненад Јевтић [в] — клавијатуре
- Владимир Марковић [г] — гитара
- Драган Михајловић [д] — бас-гитара
- Драган Капларевић — бас-гитара
- Никола Гњатовић — бубањ
- Душан Лопушина — гитара
- Милан Богдановић — бас-гитара
- Дејан Утвар [ђ] — бубањ
- Александар Шишић — бас-гитара
- Александар Сивачки — клавијатуре
- Бојан Дмитрашиновић [е] — бубањ

## Дискографија
| - 10+1 (2005) - Осећања за понети (2006) - Све даље (2009) - Аутопакао (2012) - (2025) - (2010) — песма Све даље - (2011) — песма Орвел Џорџ - Песме испод покривача (2013) — песма Два кликера | - Два кликера (2012) - 13-13 (2013) - Твој ТВ (са Уном Гашић) (2014) - (2015) - Испланирај ми дан (2016) - Бити срећан па шта (2017) - Последња песма / Траже те (2018) - Није моја ствар (2019) - Ова земља те не воли (2020) - Умор решава ствари уместо тебе (2021) - Замало ме је отео мрак (2023) |